# Gregorio Salvini
Pour les articles homonymes, voir Salvini.
 (août 2024).
Si vous disposez d'ouvrages ou d'articles de référence ou si vous connaissez des sites web de qualité traitant du thème abordé ici, merci de compléter l'article en donnant les références utiles à sa vérifiabilité et en les liant à la section « Notes et références ».
Don Gregorio Salvini (Don Gregoriu Salvini en langue corse), est un écrivain et un homme politique corse. Il fut l'ami, le confident et le mentor de Pascal Paoli. C'est un historien et polémiste du soulèvement corse contre Gênes, auteur notamment de la Giustificazione della rivoluzione di Corsica, e della ferma risoluzione presa da' Corsi, di non sottomettersi mai più al dominio di Genova (1758).

## Biographie
Gregorio Salvini est né en 1696 à Nessa dans une Corse alors « génoise ». Il y décède le 24 décembre 1789 dans une Corse devenue française.
Il reçoit sa première éducation de son oncle maternel Pietro Murati, auteur de la Practica Manuale.
En 1728, au décès de son épouse, il rentre dans les ordres. Il part pour Rome, où il étudie à la Sapienza et devient prêtre et docteur en droit civil et droit canon. 
En 1730, à Rome, il rencontre le chanoine Erasmu Orticoni et d'autres prêtres ayant adhéré à la cause révolutionnaire.
Il décède la nuit de Noël 1789 à Nessa. Il rejoint sa sœur dans une tombe creusée à l’entrée de l’église.

## Rôle politique
Il est engagé, dès le début de la révolution de Corse en 1729, dans le mouvement des insurgés contre la sérénissimes république de Gênes
- 1736 :
  - En mai, l'abbé Salvini s'implique dans l'installation du royaume de Corse ; il abandonne le service du royaume de Naples pour se mettre aux côtés du Roi Théodore Ier. Il débarque à L'Île-Rousse avec des munitions pour Théodore et se met au service de la Nation.
  - Le 1er juillet de la même année, de retour de Livourne, il débarque à L'Île-Rousse avec à nouveau des munitions à vendre, pour le compte de deux marchands de Livourne, à Théodore 1er qui continue, sans succès, d'assiéger Calenzana.
  - Le 6 août, quatre responsables de la Nation, le général Luigi Giafferi, de Talasani, Ghjuvan Ghjacumu Ambrosi, de Castineta, Paulu Maria Paoli et Ghjuvan Tumasgiu Giuliani, de Muru, lui donnent pouvoir pour une mission restée secrète à Livourne.

- 1737 :
  - Le 14 avril, l'abbé Carlu Rostini arrive en Corse, venant de Livourne ; il apporte un exemplaire du Disinganno intorno alla guerra di Corsica attribué au chanoine Ghjuliu Natali, un féroce réquisitoire contre le gouvernement génois dans l'île (Première édition en 1736), ainsi que des documents chiffrés que lui a remis Don Gregorio Salvini.
  - En septembre, de Livourne, avec des chefs corses, ainsi que d’autres Corses de l’extérieur, il écrit au roi de France Louis XV et à son ministre le cardinal André Hercule de Fleury, pour justifier la légitimité des actions des Corses. Il rédige une sorte de mémoire réunissant tous les griefs du peuple corse contre les Génois. Il entame la rédaction de la Giustificazione della rivoluzione di Corsica. Il mettra 20 ans pour achever son ouvrage.
  - Le 13 novembre, l'abbé Salvini, représentant des Corses à Livourne, est contacté par Pignon, consul de France à Tunis. Celui-ci est chargé par Amelot, ministre d’État des Affaires étrangères, de rechercher avec Salvini les « voies de conciliation », une mission que les Génois doivent ignorer. Le plénipotentiaire corse est entièrement favorable à un arrangement à l'amiable ; il reste cependant en relations suivies avec le chanoine Erasimu Orticoni (Orticoni qui était reçu avec intérêt par les ministres de France et d'Espagne, est chargé par les Généraux de mission auprès de Clément XII) pour l'informer des intentions du roi de France.

- 1738 :
  - 8 février,  De Livourne, il écrit à Orticoni d'exhorter les Corses à se soumettre à la France. Ce n'est pas la première fois qu'il écrit dans ce sens.
  - 16 février. Boissieux (Louis de Frétat, comte de Boissieux, maréchal de camp, chef du corps expéditionnaire français) écrit à Pignon d'informer Salvini qu'il recevrait volontiers une députation représentative de toute la Nation corse.
  - 19 février, il reçoit une lettre d'Orticoni dans laquelle celui-ci exprime sa consternation d'apprendre que les troupes françaises ont pour mission de remettre la Corse entre les mains des Génois, alors que les Corses espéraient que la France les aurait pris sous sa domination.
  - 29 mars, par courrier, il essaye une fois encore de persuader Boissieux de l'intérêt qu'aurait la France à s'approprier la souveraineté de la Corse, où tout au moins à en disposer en faveur du Saint-Siège par un échange avec Avignon, ou encore à faire passer le Royaume entre les mains d'un prince dépendant de la France.
  - 4 avril, il essuie une fin de non-recevoir de Boissieux à ses propositions.
- 1740 - Juillet. Il quitte la Corse pour Naples où il rejoint les exilés corses.
- 1741 - Début octobre. Il rencontre avec Ghjuvan Ghjacumu Castineta, Ghjacintu Paoli, Luigi Giafferi, Erasmu Orticoni, l'abbé Carlu Rostini arrivé de Calvi, auquel Ghjuvan Petru Gaffori avait demandé de s'occuper des affaires communes au départ des Français.
- 1742 : il se fixe à Gaète, en Italie où se nouent des liens d'affection entre lui et le jeune Pasquale Paoli alors âgé de 16 ans,  cadet au régiment Corsica installé dans cette ville.
- 1743 : avec les exilés et Corses de l’extérieur, il critique les Concessioni de Pier-Maria Giustiniani, et appelle les Corses à les refuser.
- Le 1er février, un édit du roi Théodore rédigé à Livourne est communiqué aux chefs corses ; il comporte un pardon général sauf pour les assassins de Simone Fabiani et les parjures : Ghj. Paoli, Orticoni et Salvini.
- 1750 : Salvini est de retour en Corse aidé en cela par le marquis de Cursay qui souhaite le mettre à contribution pour rétablir le calme en Balagne. La consulte générale a lieu le 10 juin au couvent d'Alisgiani
- 1751 : Juillet. Il assiste, à la demande du représentant français,à la Cunsulta di San Fiurenzu qui rassemble les Prucuratori des pievi et les députés.
- 1753 : 
  - 16 avril. Entrevue, à Corte, entre Gaffori et le Don Gregorio Salvini, député par la Balagne occidentale. Salvini obtient la promesse d'une consulte générale et la libération du fils de Ghjuvan Tomasu Giuliani que Ghjuvan Petru Gaffori vient de prendre comme otage.
  - Juin - À la Cunsulta di Alisgiani, il est élu député pour rencontrer à Bastia le commissaire général Giovanni Giacomo Grimaldi.
  - Septembre, il le rencontre à Bastia et lui remet un mémoire de 21 articles.
  - Octobre, à la Cunsulta di Corti, après l’assassinat de Ghjuvan Petru Gaffori, il représente la Balagne.
- 1755, il participe activement au retour de Pascal Paoli en Corse  dont il est l'ami depuis 1739,date à laquelle Giacinto, le père de Paoli, Salvini et d'autres furent contraints à l'exil dans le royaume de Naples.
- 1756 - Janvier : il assiste à la Cunsulta di A Venzulà.
- 1758 - Avril : à Naples, la première édition de la Giustificazione della rivoluzione di Corsica, e della ferma risoluzione presa da' Corsi, di non sottomettersi mai più al dominio di Genova, est publiée à Naples.
- 1763 - Mai : Pasquale Paoli lui écrit, lui rappelant la constante attention qu’il apporte à la façon dont les Ghjunte remplissent leur mission.
- 1763 - Décembre : à la Cunsulta Generale di Corti, il est désigné pour faire partie des neuf membres de la Ghjunta qui devra mettre en place dans un délai d’un an, une Université à Corte.
- 1764 - Mai : à Corte, publication de la troisième édition de la Giustificazione della Rivoluzione di Corsica combattuda dalle riflessioni di un Genovese e difesa dalle osservazioni di un Corso. Il crée une école au couvent de Corbara grâce au legs d'Ignaziu Leca.
- 1765 - Mai : il est élu Oratore à la Cunsulta Generale di Corti.

En avril 1769, il se retire à Nessa, où il œuvre pour la Balagne. Il achève la construction de l’église Saint-Joseph de Nessa qu'il a commencée en 1753. Elle est finie en 1783. Sa sœur Praxède Saladini-Salvini y est la première personne qui y soit enterrée.
(De nombreuses informations relatées ci-dessus sont extraites de l'ouvrage La Grande révolte des Corses contre les Génois, Chronologie de A-D Monti publiée par l'ADECEC en 1979.

## Œuvres
- la Giustificazione della rivoluzione di Corsica e della ferma risoluzione presa da’ Corsi di mai più sottomettersi al dominio di Genova, parue sans nom d'auteur en avril 1758 à Naples, qu’il a écrite en italien, à Corte (Haute-Corse), avec l’approbation de tous les Sages. Il s’agit d’un réquisitoire passionné contre 160 cas d’abus administratifs et judiciaires. C’est la suite de la polémique sur le soulèvement du Peuple Corse. Une deuxième édition de la même œuvre, entrecoupée par les Riflessioni de l'évêque génois Giustiniani, lesquelles sont annotées par Buonfigliolo Guelfucci, le secrétaire du général Paoli, parait en 1764, à Oletta (Haute-Corse), sous le titre de Giustificazione della Rivoluzione di Corsica e della ferma risoluzione presa da’Corsi di non sottomettersi mai più al dominio di Genova. Il n'y en aura pas d 'autres, mais cette œuvre assura une grande gloire à son auteur et à la révolution corse.